# Lit (musikgrupp)
Lit är en alternativ rockgrupp från Orange County, Kalifornien.

## Medlemmar
Nuvarande medlemmar
- A. Jay Popoff – sång (1989–), (trummor 1988–1999)
- Jeremy Popoff – gitarr, bakgrundssång (1989–)
- Kevin Baldes – basgitarr, bakgrundssång (basgitarr, ledsång 1988–1989)
- Nathan Walker – trummor, slagverk (2009)

Tidigare medlemmar
- Ryan Gillmor – gitarr, keyboard, bakgrundssång (2010–2012, 2013)
- Sean Holland – gitarr, bakgrundssång (1988–1992)
- Allen Shellenberger – trummor, slagverk, bakgrundssång (1989–2009; död 2009)
- Chadd Anthony (Chad Benekos) – gitarr, bakgrundssång (1992–1995)

## Diskografi
Studioalbum
- 1997 – Tripping the Light Fantastic
- 1999 – A Place in the Sun
- 2001 – Atomic
- 2004 – Platinum & Gold Collection
- 2004 – Lit
- 2012 – The View from the Bottom
- 2017 – These Are the Days

EP
- 1996 – Five Smokin' Tracks from Lit

Singlar (topp 50 på Billboard Alternative Songs)
- 1999 – "My Own Worst Enemy" (#1)
- 1999 – "Zip-Lock" (#11)
- 2000 – "Miserable" (#3)
- 2000 – "Over My Head" (#22)
- 2001 – "Lipstick and Bruises" (#10)
- 2002 – "Addicted" (#23)
- 2004 – "Looks Like They Were Right" (#34)

Samlingsalbum
- 2004 – Platinum & Gold Collection